# هتف مختصر
الهتف المختصر أو الهتف برقم مختصر هو استخدام تسلسل أرقام قصير جدًا لهتف أرقام هواتف محددة، مثل أرقام الخدمات العامة. والغرض من هذه الأرقام هو أن تكون عالمية وقصيرة وسهلة التذكر. عادة ما تكون من رقمين أو ثلاثة أرقام. منها أرقام الطوارئ والشرطة.